# Grazer Beth HaMidrash – Kleine Synagoge Graz

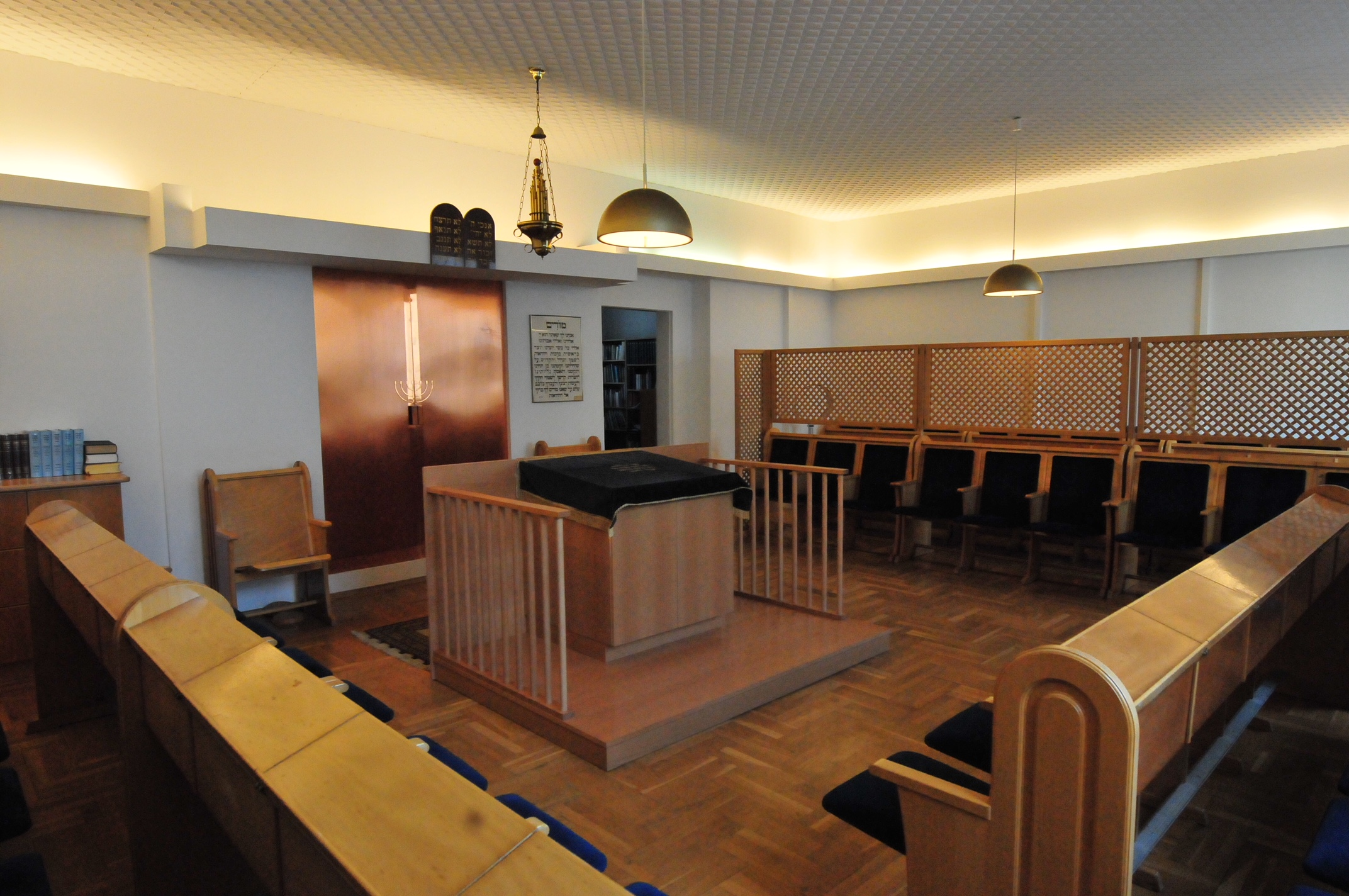
Beth HaMidrash der jüdischen Gemeinde Graz

Das Beth HaMidrash der Jüdischen Gemeinde Graz ist als Lehrhaus die zweite Synagoge der steirischen Landeshauptstadt. Es befindet sich im jüdischen Gemeindehaus am David-Herzog-Platz 1 und wurde in seiner heutigen Form im April 2018 fertiggestellt.

## Geschichte
Das der Synagoge (Graz) gegenüber liegende jüdische Gemeindehaus wurde wie die alte, 1938 zerstörte Synagoge von 1891 bis 1892 nach den Plänen des Architekten Maximilian Katscher errichtet. Es beherbergte ursprünglich die Verwaltungsräumlichkeiten der Grazer jüdischen Gemeinde sowie die jüdische Volksschule. 1913/1914 wurde das Gemeindehaus nach den Plänen des Grazer Stadtbaumeisters Alexander Zerkowitz erweitert und in dem neuen Zubau eine zweigeschoßige Wintersynagoge errichtet, welche nach der Machtergreifung des Nationalsozialisten 1938 ausgeräumt und durch Umbauten vollkommen zerstört wurde. Im jüdischen Gemeindehaus bezog die Hitlerjugend ihre Räumlichkeiten.
Nachdem mangels ausreichender Schülerzahlen eine jüdisch konfessionelle Privatschule nach dem Zweiten Weltkrieg nicht mehr errichtet werden konnte, wurden Räumlichkeiten des Gemeindehauses nach seiner Restituierung nach 1945 auch extern vermietet. In dem Gebäude war ab 1946 jedenfalls ein provisorischer Betsaal für die Grazer Juden untergebracht.
Erst 1969 nahm die Grazer Kultusgemeinde die Adaptierung von freigewordenen Räumlichkeiten im Erdgeschoß des Gemeindehauses in Angriff, in denen sowohl die Administration als auch ein fixer, aber doch bescheidener Betsaal untergebracht waren. Letzterer diente den Grazer Juden fortan als ständige Andachtsstätte. Ein den Anforderungen des traditionellen Ritus entsprechendes Raumkonzept war nicht gegeben.
Nach der Fertigstellung und „Einweihung“ der neuen Synagoge im November 2000 ging diese Betstube ihrer Funktionen verlustig, wurde ausgeräumt und die Räumlichkeiten in den Folgejahren zunächst noch multifunktional genutzt. Allmählich standen diese aber leer und gerieten in Vergessenheit.
Nach dem Amtsantritt des neuen Präsidenten der Jüdischen Gemeinde Graz, Kultusrat Elie Rosen, im Jahre 2016 wurden von diesem nach der Errichtung einer koscheren Gemeindeküche auch die schrittweise Sanierung der Präsidial- und Verwaltungsräumlichkeiten in Angriff genommen. Nach eigenen Planungsarbeiten ließ Rosen die Räumlichkeiten der ehemaligen Betstube von Februar bis April 2018 als Beth HaMidrash und Wintersynagoge vollkommen neu adaptieren und bezog dabei den (allein) noch erhaltenen Toraschrein des alten Bethauses in das Konzept mit ein.

## Architektur und Gestaltung
Das im Hochparterre des jüdischen Gemeindehauses gelegene Beth HaMidrash präsentiert sich als vollwertige, kleine Synagoge. Es gliedert sich dem traditionellen Ritus folgend in eine Herrenabteilung sowie eine von dieser durch eine Mechitzah (Trennwand) getrennte Damenabteilung.
Das Lehrhaus ist mit fixer und gleich der großen Synagoge dunkelblau gepolsterter Bestuhlung ausgestattet und verfügt über insgesamt 60 Sitzplätze.
In der Mitte der Herrenabteilung befindet sich eine über dem Raumniveau angesiedelte Bima, an der Ostseite der noch aus der alten Betstube stammende und wandverbaute Thoraschrein mit seinen messingbeschlagenen Türelementen, die geschlossen eine Menora darstellen. Über dem Toraschrein leuchtet ein Ner Tamid (ewiges Licht).
Das Grazer Beth HaMidrasch dient der Jüdischen Gemeinde Graz heute zur Abhaltung von religiösen Vorträgen sowie der von Gebeten, wenn die große Synagoge aus raumklimatechnischen Gründen nicht benützt werden kann.